# Степен двојке
За друге потребе, види Степен двојке (вишезначна одредница).
У математици, степен двојке означава број форме 2n где је n цео број, тј. резултат степеновања бројем два као базом и целим бројем n као експонентом.
У контексту у ком се разматрају само цели бројеви, n је ограничен на не-негативне вредности, тако да имамо 1, 2, и 2 помножене самим собом одређени број пута.
Због тога што је два основа у систему бинарних бројева, степен двојке је чест у рачунарској науци. Записан у бинарном облику, степен двојке увек има форму 100…000 или 0.00…001, баш као и степен десетке у децималном систему.

## Изрази и једначине
2 на n
2 на степен n
2 степен n
степен(2, n)
ст(2, n)
2n
1 << n
2 ^ n
2 ** n
2 [3] n
2 ↑ n
A(n - 3, 3) + 3
{\displaystyle H_{3}(2,n)}
{\displaystyle 2\to n}
{\displaystyle 2\to n\to 1}

## Рачунарска наука
Два на степен n, написано као 2n, је број начина на који се битови у бинарном систему дужине n могу организовати. Реч, тумачена као неозначен цео број, може бити представљена вредностима од 0 (000…000) до 2n − 1 (111…111) закључно. Одговарајућа целобројна вредност може бити позитивна, негативна или нула; види представе означених бројева. У сваком случају, један мање од степена двојке је често горња граница целих бројева код бинарних рачунара. Као последица, бројеви ове форме се често појављују у рачунарском софтверу. На пример, видео игрица покренута на 8-битном систему може ограничити резултат или број предмета које играч може носити на 255— резултат коришћења бајта, који је дугачак 8 бита, да сачува број, дајући максималну вредност 28 − 1 = 255. На пример, у делу Легенда о Зелди, главни лик је ограничен да чува 255 рупија (валута у игрици) у било ком тренутку, док се видео игра Пек-Мен чувено гаси на нивоу 255.
Степен двојке се користи за мерење рачунарске меморије. Бајт сада садржи осам бита (октет, као резултат могућности 256 вредности (28). (Израз бајт је некад значио (и у неким случајевима још увек значи) скуп битова, уобичајено 5 до 32 бита, пре него само 8-битних јединица.) Префикс кило, у вези са бајтом, може бити, и одувек је био, коришћен као 1,024 (210). Међутим, уопште, израз кило је био коришћен у Међународном систему јединица у значењу 1,000 (103). Бинарни префикси су били стандардизовани, као што киби (Ki) значи 1,024. Скоро сви процесорски регистри имају величину степена двојке, 32 или 64 су најчешћи.

Степен двојке се појављује на другим местима такође. За многе дискове, барем једна величина сектора, број сектора по стази, и број стаза по површини диска је степен двојке. Величина логичког блока је скоро увек степен двојке.

## Еуклидови елементи, 9. књига
Геометријска прогресија 1, 2, 4, 8, 16, 32, … (или, у бинарном бројевном систему 1, 10, 100, 1000, 10000, 100000, … ) је важна у теорији бројева. 9. књига, 36. предлог Елемената доказује да ако је сума првих n чланова ове прогресије прост број (значи, Мерсенов прост број поменут изнад), онда ова сума помножена n-тим чланом је савршен број. На пример, сума првих 5 чланова низа 1 + 2 + 4 + 8 + 16 = 31, који је прост број. Сума 31 помножена са 16 (5. члан низа) је једнака 496, који је савршен број.
9. књига, 35 Предлог, доказује да ако је у геометријском низу први члан одузет од другог и последњег члана низа, онда је вишак другог први—тако да је вишак последњег све оно пре њега. (Ово је преправка наше формуле за геометријски низ изнад.) Примењујући ово на геометријску прогресију 31, 62, 124, 248, 496 (која резултује од 1, 2, 4, 8, 16 множењем свих чланова до 31), видимо да 62 минус 31 је 31 као и 496 минус 31 је збир 31, 62, 124, 248. Стога, бројеви 1, 2, 4, 8, 16, 31, 62, 124 и 248 додати до 496 и даље су сви ови бројеви деле број 496. Под претпоставком да p дели број 496 и није међу овим бројевима. Претпоставимо да су p q једнаки 16 × 31, или да је 31 q, а p 16. Сада p не може да дели 16 или би било међу бројевима 1, 2, 4, 8 или 16. Стога, 31 не може да дели q. И како 31 не дели q и q је 496, основна теорема аритметике имплицира да q мора да дели 16 и да буде међу бројевима 1, 2, 4, 8 или 16. Нека q буде 4, онда p мора бити 124, што је немогуће с обзиром на то да хипотеза p није међу бројевима 1, 2, 4, 8, 16, 31, 62, 124 или 248.

## Првих 96 степена двојке
| 20  | = | 1      | 216 | = | 65,536        | 232 | = | 4,294,967,296       | 248 | = | 281,474,976,710,656       | 264 | = | 18,446,744,073,709,551,616      | 280 | = | 1,208,925,819,614,629,174,706,176      |
| 21  | = | 2      | 217 | = | 131,072       | 233 | = | 8,589,934,592       | 249 | = | 562,949,953,421,312       | 265 | = | 36,893,488,147,419,103,232      | 281 | = | 2,417,851,639,229,258,349,412,352      |
| 2   | = | 4      | 218 | = | 262,144       | 234 | = | 17,179,869,184      | 250 | = | 1,125,899,906,842,624     | 266 | = | 73,786,976,294,838,206,464      | 282 | = | 4,835,703,278,458,516,698,824,704      |
| 23  | = | 8      | 219 | = | 524,288       | 235 | = | 34,359,738,368      | 251 | = | 2,251,799,813,685,248     | 267 | = | 147,573,952,589,676,412,928     | 283 | = | 9,671,406,556,917,033,397,649,408      |
| 24  | = | 16     | 220 | = | 1.048.576     | 236 | = | 68,719,476,736      | 252 | = | 4,503,599,627,370,496     | 268 | = | 295,147,905,179,352,825,856     | 284 | = | 19,342,813,113,834,066,795,298,816     |
| 25  | = | 32     | 221 | = | 2,097,152     | 237 | = | 137,438,953,472     | 253 | = | 9,007,199,254,740,992     | 269 | = | 590,295,810,358,705,651,712     | 285 | = | 38,685,626,227,668,133,590,597,632     |
| 26  | = | 64     | 222 | = | 4,194,304     | 238 | = | 274,877,906,944     | 254 | = | 18,014,398,509,481,984    | 270 | = | 1,180,591,620,717,411,303,424   | 286 | = | 77,371,252,455,336,267,181,195,264     |
| 27  | = | 128    | 223 | = | 8,388,608     | 239 | = | 549,755,813,888     | 255 | = | 36,028,797,018,963,968    | 271 | = | 2,361,183,241,434,822,606,848   | 287 | = | 154,742,504,910,672,534,362,390,528    |
| 28  | = | 256    | 224 | = | 16.777.216    | 240 | = | 1,099,511,627,776   | 256 | = | 72,057,594,037,927,936    | 272 | = | 4,722,366,482,869,645,213,696   | 288 | = | 309,485,009,821,345,068,724,781,056    |
| 29  | = | 512    | 225 | = | 33,554,432    | 241 | = | 2,199,023,255,552   | 257 | = | 144,115,188,075,855,872   | 273 | = | 9,444,732,965,739,290,427,392   | 289 | = | 618,970,019,642,690,137,449,562,112    |
| 210 | = | 1024   | 226 | = | 67,108,864    | 242 | = | 4,398,046,511,104   | 258 | = | 288,230,376,151,711,744   | 274 | = | 18,889,465,931,478,580,854,784  | 290 | = | 1,237,940,039,285,380,274,899,124,224  |
| 211 | = | 2,048  | 227 | = | 134,217,728   | 243 | = | 8,796,093,022,208   | 259 | = | 576,460,752,303,423,488   | 275 | = | 37,778,931,862,957,161,709,568  | 291 | = | 2,475,880,078,570,760,549,798,248,448  |
| 212 | = | 4.096  | 228 | = | 268.435.456   | 244 | = | 17,592,186,044,416  | 260 | = | 1,152,921,504,606,846,976 | 276 | = | 75,557,863,725,914,323,419,136  | 292 | = | 4,951,760,157,141,521,099,596,496,896  |
| 213 | = | 8,192  | 229 | = | 536,870,912   | 245 | = | 35,184,372,088,832  | 261 | = | 2,305,843,009,213,693,952 | 277 | = | 151,115,727,451,828,646,838,272 | 293 | = | 9,903,520,314,283,042,199,192,993,792  |
| 214 | = | 16,384 | 230 | = | 1,073,741,824 | 246 | = | 70,368,744,177,664  | 262 | = | 4,611,686,018,427,387,904 | 278 | = | 302,231,454,903,657,293,676,544 | 294 | = | 19,807,040,628,566,084,398,385,987,584 |
| 215 | = | 32,768 | 231 | = | 2,147,483,648 | 247 | = | 140,737,488,355,328 | 263 | = | 9,223,372,036,854,775,808 | 279 | = | 604,462,909,807,314,587,353,088 | 295 | = | 39,614,081,257,132,168,796,771,975,168 |

## Степен 1024
Првих неколико степена 210 су мало виши од ових од 1000:
| 20   | = | 1                                                 | = 10000  | (0% одступања)    |
| 210  | = | 1 024                                             | ≈ 10001  | (2.4% одступања)  |
| 220  | = | 1 048 576                                         | ≈ 10002  | (4.9% одступања)  |
| 230  | = | 1 073 741 824                                     | ≈ 10003  | (7.4% одступања)  |
| 240  | = | 1 099 511 627 776                                 | ≈ 10004  | (10% одступања)   |
| 250  | = | 1 125 899 906 842 624                             | ≈ 10005  | (12.6% одступања) |
| 260  | = | 1 152 921 504 606 846 976                         | ≈ 10006  | (15.3% одступања) |
| 270  | = | 1 180 591 620 717 411 303 424                     | ≈ 10007  | (18.1% одступања) |
| 280  | = | 1 208 925 819 614 629 174 706 176                 | ≈ 10008  | (20.9% одступања) |
| 290  | = | 1 237 940 039 285 380 274 899 124 224             | ≈ 10009  | (23.8% одступања) |
| 2100 | = | 1 267 650 600 228 229 401 496 703 205 376         | ≈ 100010 | (26.8% одступања) |
| 2110 | = | 1 298 074 214 633 706 907 132 624 082 305 024     | ≈ 100011 | (29.8% одступања) |
| 2120 | = | 1 329 227 995 784 915 872 903 807 060 280 344 576 | ≈ 100012 | (32.9% одступања) |

Види још ИEEE 1541-2002.

## Степен двојке чији је експонент степен двојке
21 = 2
22 = 4
24 = 16
28 = 256
216 = 65536
232 = 4,294,967,296
264 = 18,446,744,073,709,551,616 (20 цифара)
2128 = 340,282,366,920,938,463,463,374,607,431,768,211,456 (39 цифара)
2256 = 
115,792,089,237,316,195,423,570,985,008,687,907,853,269,984,665,640,564,039,457,584,007,913,129,
639,936 (78 цифара)
2512 = 
13,407,807,929,942,597,099,574,024,998,205,846,127,479,365,820,592,393,377,723,561,443,721,764,
030,073,546,976,801,874,298,166,903,427,690,031,858,186,486,050,853,753,882,811,946,569,946,433,
649,006,084,096 (155 цифара)
21,024 = 179,769,313,486,231,590,772,931,...,304,835,356,329,624,224,137,216 (309 цифара)
22,048 = 323,170,060,713,110,073,007,148,...,193,555,853,611,059,596,230,656 (617 цифара)
24,096 = 104,438,888,141,315,250,669,175,...,243,804,708,340,403,154,190,336 (1,234 цифара)
28,192 = 109,074,813,561,941,592,946,298,...,997,186,505,665,475,715,792,896 (2,467 цифара)
216,384 = 118,973,149,535,723,176,508,576,...,460,447,027,290,669,964,066,816 (4,933 цифара)
232,768 = 141,546,103,104,495,478,900,155,...,541,122,668,104,633,712,377,856 (9,865 цифара)
265,536 = 200,352,993,040,684,646,497,907,...,339,445,587,895,905,719,156,736 (19,729 цифара)
У вези са нимберима ови бројеви се често називају Фермаови 2-степени бројеви.
Бројеви {\displaystyle 2^{2^{n}}} формирају ирационални низ: за сваки низ позитивних целих бројева, низ
{\displaystyle \sum _{i=0}^{\infty }{\frac {1}{2^{2^{i}}x_{i}}}={\frac {1}{2x_{0}}}+{\frac {1}{4x_{1}}}+{\frac {1}{16x_{2}}}+\cdots }
конвергира до ирационалног броја. Упркос брзом порасту овог низа, он најспорије расте у ирационалност од свих познатих низова.

## Неки одабрани степени двојке
28 = 256
Број вредности које су представљене 8 бита у бајту, прецизније се зове октет. (Термин бајт се често дефинише као скуп битова чешће него стриктна дефиниција 8-битне количине, као што је демонстрирано термином килобајт.)
210 = 1,024
Бинарна апроксимација кило-, или множилац 1,000, који проузрокује промену префикса. На пример: 1,024 бајтова = 1 килобајт (или кибибајт).
Овај број нема специјална значај за рачунаре, али је значајан за људе зато што користимо степене десетке.
212 = 4,096
Величина стране хардвера код Интел x86 процесора.
216 = 65,536
Број различитих вредности које се могу представити у једној речи 16-битног процесора, као што је оригиналан x86 процесор.
Највећи опсег променљиве кратког целог броја у C#, и Јава програмском језику. Највећи опсег Речи или Смалинт променљиве у Паскал програмском језику.
220 = 1,048,576
Бинарна апроксимација мега-, или множилац 1,000,000, који узрокује промену префикса. На пример: 1,048,576 бајтова = 1 мегабајт (или мебибајт).
Овај број нема специјална значај за рачунаре, али је значајан за људе зато што користимо степене десетке.
224 = 16,777,216
Број јединствених боја може бити представљен као стварним бојама, које се користе код обичних рачунарских монитора.
Овај број је резултат коришћења троканалног РГБ система, са 8 битова за сваки канал, или 24 бита укупно.
230 = 1,073,741,824
Бинарна апроксимација гига-, или множилац 1.000.000,000, који узрокује промену префикса. На пример, 1,073,741,824 бајтова = 1 гигабајт (или гибибајт).
Овај број нема специјална значај за рачунаре, али је значајан за људе зато што користимо степене десетке.
231 = 2,147,483,648
Број не-негативних вредности за означени 32-битни цео број. Откако се Јуникс време мери секундама од 1. јануара 1970, истећи ће 2.147.483,647 секунди или 03:14:07 УТЦ у уторак 19. јануара 2038. на 32-битним рачунарима који користе Јуникс, проблем познат као проблем 2038. године.
232 = 4,294,967,296
Број различитих речи које се могу представити једном речју на 32-битном процесору. Или, број вредности које се могу представити дуплом речју на 16-битном процесору, као што је оригиналан x86 процесор.

Опсег  целобројне променљиве у Јава и C# програмским језицима. 
Опсег Кардиналних или Целобројних  променљивих у Паскал програмском језику. 
Најмањи опсег променљиве дугог целог броја у C и C++ програмским језицима.
Укупан број ИП адреса под ИПв4.
Иако је ово наизглед велики број, исцрпљивање ИПв4 адреса је неизбежно.
240 = 1,099,511,627,776
Бинарсна апроксимација тера-, или множилац1,000,000,000,000, који проузрокује промену префикса. На пример, 1,099,511,627,776 бајтова = 1 терабајт (или тебибајт).
Овај број нема специјална значај за рачунаре, али је значајан за људе зато што користимо степене десетке.
250 = 1,125,899,906,842,624
Бинарна апроксимација пета-, или множилац 1.000.000,000,000,000. 1,125,899,906,842,624 бајтова = 1 петабајт (или пебибајт).
260 = 1,152,921,504,606,846,976
Бинарна апроксимација екса-, или множилац 1,000,000,000,000,000,000. 1,152,921,504,606,846,976 бајтова = 1 ексабајт (или ексбибајт).
264 = 18,446,744,073,709,551,616
Број различитих вредности које се могу представити једномречју на 64-битном процесору. Или, број вредности које се могу представити дуплом речју на 32-битном процесору. Или, број вредности које се могу представити квадречима на 16-битном процесору, као на оригиналном x86 процесору.
Распон дуге променљиве Јава и C# програмских језика..
Распон Инт64 или КуРеч променљивих у Паскал програмском језику.
Укупан број ИПв6 адреса генерално даје један ЛАН или подмрежу.
Један више од бројева зрна грашка на шаховској табли, у складу са старом причом, где први квадрат садржи једно зрно пиринча и сваки наредни квадрат дупло више од претходног квадрата. Из овог разлога број 264 – 1 је познат као "шаховски број".
270 = 1,180,591,620,717,411,303,424
Бинарна апроксимација јота-, или множилац 1.000.000,000,000,000,000,000, која узрокује промену префикса. На пример, 1,180,591,620,717,411,303,424 бајтова = 1 јотабајт (или јобибајт).
286 = 77,371,252,455,336,267,181,195,264
286 претпостављено је да највећи степен двојке не садржи нулу.
296 = 79,228,162,514,264,337,593,543,950,336
Укупан број ИПв6 адреса генерално даје локални Интернет регистар. У ЦИДР нотацији, ИСП су дате као /32, што значи да је 128-32=96 битова слободно за адресе. (за разлику од означавања мреже). Дакле, 296 адресе.
2128 = 340,282,366,920,938,463,463,374,607,431,768,211,456
Укупан број ИП адреса доступним под ИПв6. Такође, број различитих универзално јединствених идентификатора (УУИД).
2333 = 
17,498,005,798,264,095,394,980,017,816,940,970,922,825,355,447,145,699,491,406,164,851,279,623,
993,595,007,385,788,105,416,184,430,592
Најмањи степен 2 већи од гугола (10100).
21024 = 179,769,313,486,231,590,772,931,...,304,835,356,329,624,224,137,216
Максималан број који може да стане у ИЕЕЕ двоструку прецизност формата покретног зареза, а самим тим и број који се може представити многим програмима, као на пример Мајкрософт Ексел.
257,885,161 = 581,887,266,232,246,442,175,100,...,725,746,141,988,071,724,285,952
Један више од највећег познатог простог броја ажурирано: 2013.. Он има више од 17 милиона цифара.

## Брзи алгоритам за проверу да ли је позитиван број степен двојке
Бинарно представљање целих бројева омогућава брзу проверу ради утврђивања да ли је неки дати позитиван цео број x степен двојке:
позитиван број x је степен двојке ⇔ (x & (x − 1)) је еквивалентно нули.
где је & битовска логичка ЕНД операција. Приметимо да ако је x 0, ово погрешно указује на то да је 0 степен двојке, тако да ова провера важи само за x > 0.
Примери:
| −1          | = | 1…111…1 |  | −1          | = | 1…111…111…1 |
| x           | = | 0…010…0 |  | y           | = | 0…010…010…0 |
| x − 1       | = | 0…001…1 |  | y−1         | = | 0…010…001…1 |
| x & (x − 1) | = | 0…000…0 |  | y & (y − 1) | = | 0…010…000…0 |

Доказ концепта:
Доказ користи технику контрадикторне изјаве.
Изјава С: Ако је x&(x-1) = 0 и x је цео број већи од нуле онда је x = 2k (где је k цео број такав да је k>=0).
Контрадикторан концепт:
С1: P -> Q је исто као и С2: ~Q -> ~P
У пређашњим изјавама С1 и С2 ове су контрадикторне у односу једна на другу.
Тако да се изјава С може преправљати као испод
С': Ако је x позитиван цео број и x ≠ 2k (k је неки не-негативни цео број) онда је x&(x-1) ≠ 0
Доказ:
Ако је x ≠ 2k онда најмање два бита x-а су сетови. (Претпоставимо да су m битови сет.)
Сада, бит образац x - 1 се може добити инвертовањем свих битова x-а до првог сета бита х-а (почевши од НЗБ и настављајући ка НЗБ, овај сет инклузивног бита). Сада, претпоставимо да израз x & (x-1) има све нуле битова до првог сета х-а и како x & (x-1) има исто преосталих битова као x и x има најмање два сета битова отуда је исказ x & (x-1) ≠ 0 тачан.

### Брзи логаритам за налажење модула броја степена двојке
Као горе наведено уопштавање, бинарна представа целих бројева омогућава израчунавање модула не-негативног целог број (x) са степеном двојке (y) веома брзо:
x mod y = (x & (y − 1)).
где је & битовска логичка ЕНД операција. Ово заобилази потребу да се изврши скупоцена подела. Ово је корисно ако је модуо операције значајна део извршавања критичне путање, јер то може бити много брже од обичног модуо оператора.

## Алгоритам за проналажење степена двојке најближег броју
Следећа формула налази најближи степен двојке, на логаритамског скали, за дату вредност x > 0:
{\displaystyle 2^{\mathrm {round} [\log _{2}(x)]}}
Ако је x целобројна вредност, следећи кораци се могу користити да проналажење најближе вредности (у односу на стварне вредности пре него на бинарни логаритам) у рачунарском програму:
1. Пронаћи најзначајнију битну позицију k, која је постављена (1) из бинарне презентације x-а, када {{{1}}} означава најмање значајан бит.
2. Онда, ако је бит k − 1 нула, резултат је 2k. У супротном резултат је 2k + 1.

## Алгоритам за проналажење степена двојке већег или једнаког броју
Понекад је потребно наћи последњи степен двојке који није мањи од конкретног целог броја, n. Псеудокод алгоритма за израчунавање следећег већег степена двојке је следећи. Ако је унос степен двојке, вратиће се непромењен.
```
n
 
=
 
n
 
-
 
1
;

n
 
=
 
n
 
|
 
(
n
 
>>
 
1
);

n
 
=
 
n
 
|
 
(
n
 
>>
 
2
);

n
 
=
 
n
 
|
 
(
n
 
>>
 
4
);

n
 
=
 
n
 
|
 
(
n
 
>>
 
8
);

n
 
=
 
n
 
|
 
(
n
 
>>
 
16
);

...

n
 
=
 
n
 
|
 
(
n
 
>>
 
(
bitspace
 
/
 
2
));

n
 
=
 
n
 
+
 
1
;

```

Где је | бинарни или оператор, >> је бинарни оператор за померање удесно, а бит размак је величине (у битовима) целобројног размака представљеним n-ом. За много рачунарских архитектура, ова вредност је такође или 8, 16, 32 или 64. Овај оператор ради постављањем свих битова на десну страну најзначајнијег обележеног бита до 1, а затим се повећава целокупна вредност на крају тако да долази до ''превртања” до најближег степена двојке. Пример сваког корака овог алгоритма за број 2689 је следећи:
| Бинарни запис | Децимални запис |
| ------------- | --------------- |
| 0101010000001 | 2,689           |
| 0101010000000 | 2,688           |
| 0111111000000 | 4,032           |
| 0111111110000 | 4,080           |
| 0111111111111 | 4,095           |
| 1000000000000 | 4,096           |

Као што је горе приказано, алгоритам враћа тачну вредност 4,096. Најближи степен 2,689 је 2,048; међутим, алгоритам је креиран да даје само следећи највећи степен двоје датог броја, не најближи.
Други начин за добијање 'следећег највећег' степен двојке датог броја независног од дужине бит размака је следећи.
```
unsigned
 
int
 
get_nextpowerof2
(
unsigned
 
int
 
n
)

{

 
/*

  * Below indicates passed no is a power of 2, so return the same.

  */

 
if
 
(
!
(
n
 
&
 
(
n
-1
)))
 
{

     
return
 
(
n
);

 
}

 
while
 
(
n
 
&
 
(
n
-1
))
 
{

    
n
 
=
 
n
 
&
 
(
n
-1
);

 
}

 
n
 
=
 
n
 
<<
 
1
;

 
return
 
n
;

}

```

## Брзи алгоритам за заокруживање било ког целог броја до вишеструког датог степена двојке
За било који цео број, x и интеграл степена двојке, y, ако је z = y - 1,
- x И (НЕ z) заокружује доле,
- (x + z) И (НЕ z) заокружује горе, и
- (x + y / 2) И (НЕ z) заокружује најближу (позитивне вредности су тачно на половини заокружених вредности горе, док су негативне вредности тачно на половини заокружених вредности доле)

x до вишеструког y.

## Друге особине
Збир свих n-одабраних биномних коефицијената је једнак 2n. Размотримо скуп свих бинарних целобројних n-цифара. Његова кардиналност је
Број темена једног n-димензионалног хиперкуба је 2n. Слично томе, број (n − 1)-лица n-димензионалног унакрсног политопа је такође 2n и формула за број x-лица n-димензионалног унакрсног политопа је  {\displaystyle \scriptstyle 2^{x}{n \choose x}}.
Збир реципрочних бројева степена двојке је 2. Збир реципрочних бројева степена двојке на квадрат је 1/3. 